# Schlacht bei Zülpich (1267)
Die Schlacht bei Zülpich, auch Schlacht am Marienholz oder Marienwald genannt, fand am 18. Oktober 1267 statt. Es standen sich die Truppen des Kölner Erzbischofs Engelbert II. von Falkenburg und des Grafen von Jülich Wilhelm IV. sowie ihre jeweiligen Verbündeten gegenüber. Die Schlacht endete mit einer Niederlage des Erzbischofs.

## Vorgeschichte
Engelbert II. von Köln betrieb eine expansive Politik. Er versuchte die Vorherrschaft am Niederrhein zu erringen und die Stadt Köln wieder völlig unter seine Kontrolle zu bringen. Zwischen dem Erzbischof auf der einen Seite, der Stadt Köln und den Grafen von Jülich auf der anderen Seite kam es in der zweiten Hälfte des Jahres 1267 zu einer Fehde. Dabei ging es um die vom Erzbischof in Neuss neu erhobenen Zölle. Der Erzbischof fiel in die Grafschaft Jülich ein und eroberte Sinzig und andere Orte.

## Bündnisse
Dagegen leistete Graf Wilhelm Widerstand. Dieser hatte zuvor die Furcht vor der wachsenden Macht des Erzbischofs genutzt, um Bündnisse zu schließen. Neben der Stadt Köln gehörten dazu die Grafen von Geldern, Berg, Katzenelnbogen und weitere Herren. Auf Seiten des Erzbischofs stand unter anderem der Graf von Kleve Dietrich VII.
Beide Seiten wurden auch von Herren aus Westfalen unterstützt. Auf Seiten Engelberts standen der Bischof von Paderborn Simon I. von Lippe, Otto III. von Ravensberg, Friedrich von Rietberg, Bernhard und Hermann zur Lippe, Rudolf von Steinfurt und Gottfried III. von Arnsberg.
Auf der Gegenseite standen der Bischof von Münster Gerhard von der Mark, der Bischof von Osnabrück Wedekind, Engelbert I. von der Mark und Adolf von Waldeck. Möglicherweise kamen noch das Stift Herford und die Grafschaft Schwalenberg hinzu.

## Verlauf
Zwischen beiden Parteien kam es am 12. Oktober 1267 zur Schlacht. Diese fand zwischen Zülpich und Lechenich statt. Die Truppen des Erzbischofs waren dabei deutlich stärker als die der Gegner. Daher musste Wilhelm von Jülich zunächst zurückweichen. In einem Gegenstoß drangen die Verbündeten dann aber bis in die Mitte der gegnerischen Truppen vor und konnten Erzbischof Engelbert, den Grafen von Kleve, sowie den Bischof von Paderborn und den Grafen von Rietberg gefangen nehmen.

## Folgen
Die beiden Letztgenannten gerieten in die Hände des Bischofs von Münster. Dieser ließ die Gefangenen und den ebenfalls gefangenen Abt des Abdinghofklosters erst nach anderthalb Jahren frei und schloss in Warendorf ein Friedensabkommen.
Erzbischof Engelbert von Falkenburg und der Graf von Kleve gerieten in die Hand des Grafen Wilhelm IV. von Jülich. Dietrich VII. wurde bald freigelassen, nachdem eine Hochzeitsvereinbarung zwischen beiden Familien getroffen worden war. Der Erzbischof aber wurde bis 1271 auf Burg Nideggen gefangengehalten und erst nach einem Interdikt des Papstes über die Verbündeten freigelassen. Engelbert hatte hohe Strafzahlungen zu leisten und musste versichern, zukünftig keine neuen Zölle und Abgaben mehr zu fordern.